# Gudu jezik
Gudu jezik (gudo, gutu; ISO 639-3: gdu), afrazijski jezik čadske skupine biu-mandara, kojim govori 5 000 ljudi (1993) u nigerijskoj državi Adamawa.
S još 11 jezika čini podskupinu A.8, bata-bacama. Kumbi je dijalekt ovog jezika.

## Vanjske poveznice
- Ethnologue (14th)
- Ethnologue (15th)